# Sphaerodactylidae
Sphaerodactylidae — родина геконоподібних ящірок. Представники цієї родини мешкають в Північній, Центральній і Південній Америці, на Карибах, а також в Південній Європі, Північній Африці, на Близькому Сході та в Центральній Азії.

## Опис
До родини Sphaerodactylidae належать гекони з різноманітною будовою тіла, однак серед них немає ящірок з атрофованими або редукованими кінцівками. Для представників родини є характерними невеликі розміри тіла: довжина тіла дорослих осіб без врахування хвоста становить в середньому 20-60 мм. Всі представники родини відкладають яйця.

## Класифікація
Родина Sphaerodactylidae нараховує 12 родів і 230 видів:
- Рід Aristelliger — 9 видів
- Рід Chatogekko — 1 вид (рід монотиповий)
- Рід Coleodactylus — 5 видів
- Рід Euleptes — 1 вид (рід монотиповий)
- Рід Gonatodes — 34 види
- Рід Lepidoblepharis — 21 вид
- Рід Pristurus — 26 видів
- Рід Pseudogonatodes — 7 видів
- Рід Quedenfeldtia — 2 види
- Рід Saurodactylus — 7 видів
- Рід Sphaerodactylus — 108 видів
- Рід Teratoscincus — 9 види

З еоценових відкладень Німеччини відомий також викопний вид Geiseleptes delfinoi.